# اسطوره‌شناسی ترکی
اسطوره‌شناسی ترکی اسطوره‌ها و افسانه‌هایی است، که مردم ترک در گذشته به آن باور داشته و امروزه گروهی به آن باور دارند. این افکار اعتقادهای تنگریستی و شمنیستی، به‌همراه بسیاری از ساختارهای اجتماعی و فرهنگی دیگر مربوط به شیوه زندگی کوچ‌نشینی و جنگجویی مردمان ترک و مغول در دوران باستان را نشان می‌دهد.
اسطوره‌های ترکی نیز تحت تأثیر دیگر اسطوره‌های بومی آسیا و اوراسیا قرار گرفته‌است. برای مثال، در اسطوره‌های تاتار، عناصر اسطوره‌های فنلاندی و هندواروپایی با هم وجود دارند. موجوداتی از اساطیر تاتار عبارتند از Äbädä، Alara، Şüräle , Shekä، Pitsen , Tulpar و Zilant، اغلب این باورها دیگر از طریق تلفیق در سنت اسطوره‌ای و جهان بینی بومی غالب خود ادغام می‌شدند.

## خدایان در اساطیر ترکی
نوشتار اصلی: تنگری‌باوری
کایرا
İye ارواح نگهبان هستند که مسئول عناصر طبیعی خاص هستند. آنها اغلب فاقد ویژگی‌های شخصی هستند زیرا تعدادشان زیاد است. اگرچه بیشتر موجودات را می‌توان به عنوان خدایان یا İye شناسایی کرد، موجودات دیگری مانند Genien (Çor) و شیاطین (Abasi) وجود دارند.

### تنگی
کوک تنگری اولین خدایان ازلی در آیین قوم ترک اولیه است. پس از اینکه ترکها مهاجرت کردند و آسیای مرکزی را ترک کردند و مذاهب توحیدی را دیدند، تنگریسم از خاستگاه بت‌پرستی/ شرک آن تغییر یافت. این دین پس از تغییر، بیشتر شبیه دین زرتشتی بود، [نیاز به منبع] و تنها دو خدای اصلی باقی مانده بودند: تنگری، نماینده خدای خوب و اوچماگ (مکانی مانند بهشت)، در حالی که ارلیک جایگاه خدای بد و جهنم را گرفت، کلمات تنگی و آسمان مترادف بودند اکنون مشخص نیست تنگی چگونه به نظر می‌رسد. او بر سرنوشت کل مردم حکومت می‌کند و آزادانه عمل می‌کند. اما آن منصف است که جایزه می‌دهد و مجازات می‌کند. سعادت مردم به اراده او بستگی دارد. قدیمی‌ترین شکل این نام در سالنامه‌های چینی از قرن ۴ قبل از میلاد ثبت شده‌است و اعتقادات شیونگنو را توصیف می‌کند. شکل撑犁/ Cheng-li را به خود می‌گیرد که فرض بر این است که رونویسی چینی از Tengri است. [نیازمند منبع]

### خدایان دیگر
امای (ریشه ترکی umāy در اصل به معنای جفت، پس از تولد) الهه باروری و باکرگی است. امای شبیه الهه‌های مادر زمین است که در ادیان مختلف جهان یافت می‌شود و دختر تنگری است.
Öd Tengri خدای زمان است که به خوبی شناخته نشده‌است، همان‌طور که در سنگ‌های اورخون می‌گوید: «اود تنگری فرمانروای زمان است» و پسر کوک تنگری است. [نیازمند منبع]
Boz Tengri، مانند Öd Tengri، چندان شناخته شده نیست. او به عنوان خدای زمین‌ها و استپ‌ها دیده می‌شود و پسر کوک تنگری است. [نیازمند منبع]
کایرا روح خداست. خدای اولیه بالاترین آسمان، هوای بالا، فضا، جو، نور، زندگی و پسر کوک تنگری.
اولگان پسر کایرا و امیه است و خدای نیکی است. آروگ (Arı) در اساطیر ترکی و آلتایی به معنای «روحهای خوب» است. آنها تحت فرمان اولگن هستند و کارهای خوبی در زمین انجام می‌دهند.
مرگن پسر کایرا و برادر اولگن است. او نماینده ذهن و هوش است. او در طبقه هفتم آسمان نشسته‌است. از آنجایی که او همه چیز را می‌داند، می‌تواند همه چیز را بپردازد.
قیزاقان با جنگ همراه است و به عنوان خدایی قوی و قدرتمند به تصویر کشیده شده‌است. کیزاغان پسر کایرا و برادر اولگان است. و در طبقه نهم آسمان زندگی می‌کند. او را مردی جوان با کلاه ایمنی و نیزه ای سوار بر اسب قرمز نشان دادند.
ارلیک خدای مرگ و عالم اموات است که به تامگ معروف است.
آک آنا: «مادر سفید»، خالق الهه اولیه مردم ترک است. او به عنوان الهه آب نیز شناخته می‌شود.
ایاز عطا خدای زمستانی است.
آی دده خدای ماه است.
گون آنا الهه خورشید است.
الاز خدای آتش است.
تالی خدای اقیانوس‌ها و دریاها است.
الوس الهه آشوب و کنترل است. او را می‌توان در زیر زمین، آسمان یا زمین یافت. [نیازمند منبع]

## نمادها
در نتیجه فرهنگ عشایری، اسب نیز یکی از چهره‌های اصلی اساطیر ترک است. ترک‌ها اسب را امتداد فرد می‌دانستند (اگرچه عموماً به جنس مذکر نسبت داده می‌شد) و می‌دانستند که با آن کامل است. این ممکن است منجر به یا منشأ اصطلاح «آت‌بی» (ارباب اسب) شده باشد. [نیازمند منبع]
اژدها (اورن، همچنین Ebren)، نیز به عنوان یک به تصویر کشیده مار یا مارمولک، نمادی از قدرت و قدرت است. اعتقاد بر این است که، به ویژه در کوهستانی آسیای مرکزی، اژدهاها هنوز در کوه‌های تیان شان/تنگری تاگ و آلتای زندگی می‌کنند. اژدها همچنین نماد خدای تنگری در سنت ترکی باستان است، اگرچه خود اژدها به عنوان خدا پرستیده نمی‌شدند. [نیازمند منبع]
درخت جهانی یا درخت زندگی نماد اصلی در اساطیر ترکی است. به گفته ترکان آلتای، انسان در واقع از درختان است. به گفته یاقوت‌ها، مادر سفید در پایه درخت زندگی می‌نشیند که شاخه‌های آن به آسمان می‌رسد و در آنجا توسط موجودات ماوراء طبیعی مختلفی که در آنجا زنده شده‌اند، اشغال می‌شوند. آسمان آبی اطراف درخت نشان دهنده طبیعت آرام این کشور است. حلقه قرمز که همه عناصر را احاطه کرده‌است نشان دهنده ایمان باستانی تولد دوباره، رشد و توسعه مردم ترک است. [نیازمند منبع]
در میان حیوانات، آهو به عنوان واسطه ای برتر بین جهان خدایان و انسان‌ها در نظر گرفته می‌شد. در این مثال، تداعی‌های باستانی تشییع جنازه آهو (مرگ تحت اللفظی یا فیزیکی) را می‌توان در اینجا دید که با معادله آن‌ها با مرگ استعاری فنا (عمل صوفیانه مردن به خود) شیب جدیدی (اسلامی) یافته‌است. که منجر به تولدی دوباره روحانی در خلسه عرفانی بقا می‌شود.
یک گوشه نشین جنگلی عرفانی سوار بر آهو در ویتا مرلینی جفری از مونموث شباهت عجیبی با این داستان ترکی دارد.

## حماسه‌ها

### افسانه گرگ خاکستری
گرگ
آسنا نام یکی از ده پسری است که توسط یک گرگ افسانه ای در اساطیر ترکی به دنیا آمد.

### افسانهارگنه‌کن
ارگنه‌کن افسانه ای که دربارهٔ یک بحران بزرگ برای ترک‌های باستان می‌گوید. پس از یک شکست نظامی، ترک‌ها به دره افسانه ای ارگنکون پناه بردند، جایی که به مدت چهار قرن در آن گیر افتاده بودند. سرانجام زمانی که آهنگری با آب شدن کوه، گذرگاهی ایجاد کرد و به گرگ خاکستری آسنا اجازه داد تا آنها را به بیرون هدایت کند، آزاد شدند. مراسم سال نو یادآور فرار افسانه‌ای اجدادی از ارگنکون است.

### افسانه‌های اوغوز
افسانه اغوز خان یک اسطوره سیاسی مرکزی برای مردمان ترک آسیای مرکزی و در نهایت ترک‌های اوغوز است که در آناتولی و ایران حکومت می‌کردند. نسخه‌هایی از این روایت در تواریخ رشیدالدین طبیب، در دستنوشته خط عمودی اویغوری ناشناس قرن چهاردهمی که اکنون در پاریس است، و در شجره در ترک ابوالقاضی یافت شده و به روسی و آلمانی ترجمه شده‌است. [نیازمند منبع]

### داستان‌های کورکوت آتا
دده قورقود
کورکوت آتا
غز

### حماسه‌های دیگر
- آلپ ار تونقا
- اکبوزات [نیازمند منبع]
- حماسه مناس: جنگ حماسی مناس قهرمان قرقیزها با ترکان خیتان و کالمیکی است که در آن مناس دیگر ترک‌ها را شکست می‌دهد.

بعد از اسلام
- بتال گازی: حماسه نبرد بتال، داستان نبرد بین قهرمانان مسلمان ترک و عرب، بتال، با بیزانس (ترکیه امروزی)
- حماسه کور اوغلو
- ادیگو: ادیگو یکی از امیران مسلمان ترک گروه اردوی سفید بود که یک نهاد سیاسی جدید را تأسیس کرد که به عنوان گروه نوگای شناخته شد.
- دانشمند گازی :دانیشمند گازی بنیانگذار بیلیک دانیشمندها بود. پس از پیشروی ترکیه به آناتولی که پس از نبرد مانزیکرت انجام شد، سلسله وی مناطق شمال مرکزی آناتولی را کنترل کرد.
- سلطان ساتوق بوغراخان: سلطان ساتوق بوغراخان یکی از اولین فرمانروایان ترک بود که به اسلام گروید.
- آلپامیش: داستان عشق آلپامیش و بارچین.
- اورال باتیر: داستان اورال و افسانه‌هایش برگرفته از داستان‌های ایرانی و باشقیری.

### حماسه شاه گساردر اقوام ترک
چادویک و ژیرمونسکی معتقدند که خطوط اصلی این چرخه همان‌طور که در مغولستان، تبت و لداخ داریم، طرحی را نشان می‌دهد که با الگوی شعر پهلوانی در میان مردمان ترک مطابقت دارد.

## خاستگاه افسانه ای اقوام ترک
یکی از مهم‌ترین ویژگی‌های اساطیر ترکی این است که هر قبیله، هر چند کوچک، یک افسانه تبار شخصی دارد. به عنوان مثال، در اوغوزنامه، ابتدا افسانه تبار هر قبیله ذکر شده بیان شده‌است.
یکی دیگر از افسانه‌های معروف پیدایش، پیدایش قوم قرقیز است. طبق این افسانه، چهل دختر (به قرقیزی: kırk kız) که از آب یک دریاچه مقدس باقی مانده‌اند، اولین قوم قرقیزی را تشکیل می‌دهند.

## اساطیر ترکی سیبری
ترکها از سیبری کسانی نیستند که ترک نگه داشته‌اند اساطیر پر جنب و جوش‌ترین، رنگارنگ و حفظ شده‌است. تا به امروز، آنها هنوز هم موجودات مقدس Tengris را می‌پرستند و همچنان سنت افسانه ای ترک‌های قدیمی را زنده نگه می‌دارند.
مثلاً در میان مردم دلگان اساطیر باستانی وجود دارد که تعداد آن بسیار کم است. دلگان‌ها که در آب و هوای توندرا در شمال سیبری زندگی می‌کنند، در طول کوچ خود گهگاه با اجساد ماموت‌ها مواجه می‌شوند که نیمی از آن‌ها به مدت ۱۰۰۰۰ سال از زیر خاک بیرون نیامده‌اند. دلگان‌ها بر این باورند که ارلیک خان، ارباب عالم اموات، ماموت‌ها را به عالم اموات برد و آنها را به خدمت خود واداشت. ماموت‌ها طبق اعتقاداتشان در عالم اموات به دام افتاده‌اند. اگر بخواهند به زمین برسند، بلافاصله به عنوان مجازات یخ می‌زنند. واسیلی رادلوف دز مورد دلگان توضیح داد که این حیوانات غول پیکر که هرگز آنها را زنده ندیده بودند، نیمه دفن شده، نیمی بیرون و به این ترتیب منجمد شدند. در آلتائی‌ها، یاقوت‌ها و سایر ترک‌های سیبری نیز، این ارواح خوب و بد و موجودات مقدس هستند که مسئول بسیاری از اتفاقات دنیای آنها هستند. با دعا و قربانی دادن، سعی می‌کنند آنها را خوشایند کنند تا نعمت‌ها قطع نشود. [نیازمند منبع]

## اساطیر ترکی بودایی

### غزال هانت
در برخی داستان‌های دیگر به موضوع تولد دوباره بودا در بدن‌های دیگر پرداخته شده‌است. در یکی از داستان‌ها، یک حاکم هندی ناپایدار با صدها نفر از افراد خود شکار می‌کند و هزاران غزال را می‌کشد. یک غزال طلایی، رهبر غزال‌ها، یک تناسخ روح بودا است. غزال طلایی به حاکم هشدار می‌دهد و به او دستور می‌دهد که دست از زندگی بردارد، اما حاکم گوش نمی‌دهد. غزال طلایی در نهایت همه آنها را به بدی مجازات خواهد کرد.

## ردپای اساطیر ترک در اروپا
با توجه به ترک‌های باستانی که به اروپا مهاجرت کرده‌اند، می‌توان آثاری از اساطیر ترک را در اروپا یافت. به ویژه هون‌ها و پس از آن بلغارها موضوع حماسه‌ها بوده‌اند. شناخته شده‌ترین حماسه اساطیر آلمان حماسه قهرمان آلمانی زیگفرید است که با هون‌ها و اژدهاها جنگید. در این حماسه نام آتیلا «اتزل» است.
هر کودک بلغاری که حماسه آسپاروح را که به‌وسیلهٔ پروتو بلغارها (بلغارهای ترک) در کلاس اول در بلغارستان به بالکان آورده شده می‌خواند، می‌تواند از روی دل درک کند. علاوه بر این، کودکان دبستانی در جشنواره بهاری «مادر مارس» که توسط پروتو بلغارها نیز آورده شده‌است، بخش‌هایی از حماسه آسپاروه را بازی می‌کنند. در قسمت انیمیشن، خان آسپاروه اولین ایالت بلغارستان را تأسیس کرد و از خدای آسمان تنگری خواست تا آن را جشن بگیرد. قبل از تقدیم باید یک دسته شوید را در آتش مقدس بسوزاند، اما شوید را جایی پیدا نمی‌کند. برای همین خیلی غمگین می‌شود. خواهرش که در سواحل ولگا دور است، درد آسپاروه را حس می‌کند و دسته ای شوید را به پای شاهین می‌بندد و می‌فرستد. مجارستانی‌ها همچنین دارای داستان آتیلای بسیار طولانی و حماسه‌های قدیمی ترکی هستند.
سون لاگاربرینگ گفت: «رفقای اودن اجداد ما ترک هستند. ما اسناد کافی در این زمینه داریم. کسانی هستند که می‌خواهند آنها را به عنوان تراکیس یا گتس نشان دهند. نیازی به انتقاد ندارم. نتیجه‌گیری من تغییر نمی‌کند. چون اینها هم مردمانی هستند که با ترک‌ها ماجراجویی می‌کنند. رهبران ما به راحتی اجداد ما را ترک و عشایر معرفی می‌کنند.

## تفاسیر مدرن

### هنرهای تزئینی
سکه ۵ غروشی - دارای تصویر درخت زندگی است.
درخت زندگی، همچنین که در پرچم چوواشستان، یک ایالت ترک در فدراسیون روسیه دیده می‌شود. درخت زندگی، نمادی از تولد دوباره، با سه خورشید، یک مظهر سنتی محبوب در هنر چوواشی است. قرمز تیره نشان دهنده زمین و زرد طلایی نشان دهنده رفاه است.

## پانوشت‌ها
1. ^ JENS PETER LAUT Vielfalt türkischer Religionen p. 25 (German)
2. ^ Turkish Myths Glossary (Türk Söylence Sözlüğü), Deniz Karakurt(in Turkish)
3. ^ Turkish Myths Glossary (Türk Söylence Sözlüğü), Deniz Karakurt(in Turkish)
4. ^ Turkish Myths Glossary (Türk Söylence Sözlüğü), Deniz Karakurt(in Turkish)
5. ^ Eason, Cassandra. Fabulous Creatures, Mythical Monsters, and Animal Power Symbols: A Handbook. Greenwood Press. 2008. p. 53. ISBN 978-0-275-99425-9.
6. ^ Türk Söylence Sözlüğü (Turkish Mythology Dictionary), Deniz Karakurt, (OTRS: CC BY-SA 3.0)
7. ^ Bozkurt Legend (in Turkish)
8. ^ Book of Zhou, Vo. 50. (in Chinese)
9. ^ History of Northern Dynasties, Vo. 99. (in Chinese)
10. ^ Book of Sui, Vol. 84. (in Chinese)
11. ^ Findley, Carter Vaughin. The Turks in World History. Oxford University Press, 2005. ISBN 0-19-517726-6. Page 38.
12. ^ Roxburgh, D. J. (ed.) Turks, A Journey of a Thousand Years. Royal Academy of Arts, London, 2005. Page 20.
13. ^ Leeming, David Adams. A Dictionary of Asian Mythology. Oxford University Press. 2001. p. 178. ISBN 0-19-512052-3.
14. ^ Christopher I. Beckwith, Empires of the Silk Road: A History of Central Eurasia from the Bronze Age to the Present, Princeton University Press, 2011, p. 9
15. ^ Oriental Institute of Cultural and Social Research, Vol. 1-2, 2001, p. 66
16. ^ Murat Ocak, The Turks: Early ages, 2002, pp. 76
17. ^ Dursun Yıldırım, "Ergenekon Destanı", Türkler, Vol. 3, Yeni Türkiye, Ankara, 2002, ISBN 975-6782-36-6, pp. 527–43.
18. ^ İbrahim Aksu: The story of Turkish surnames: an onomastic study of Turkish family names, their origins, and related matters, Volume 1, 2006 , p. 87
19. ^ H. B. Paksoy, Essays on Central Asia, 1999, p. 49
20. ^ Andrew Finkle, Turkish State, Turkish Society, Routledge, 1990, p. 80
21. ^ Michael Gervers, Wayne Schlepp: Religion, customary law, and nomadic technology, Joint Centre for Asia Pacific Studies, 2000, p. 60
22. ^^ Chadwick & Zhirmunsky 1969, pp. 263–4.
23. ^ "İskandinavların Türk Ataları". Araştırma yazı,Yönetmen Tekin Gün. Mootol,Kültür Sanat.26 Aralık 2010. Archived from the original on 10 August 2020.